# Giovedì gnocchi, venerdì pesce, sabato trippa

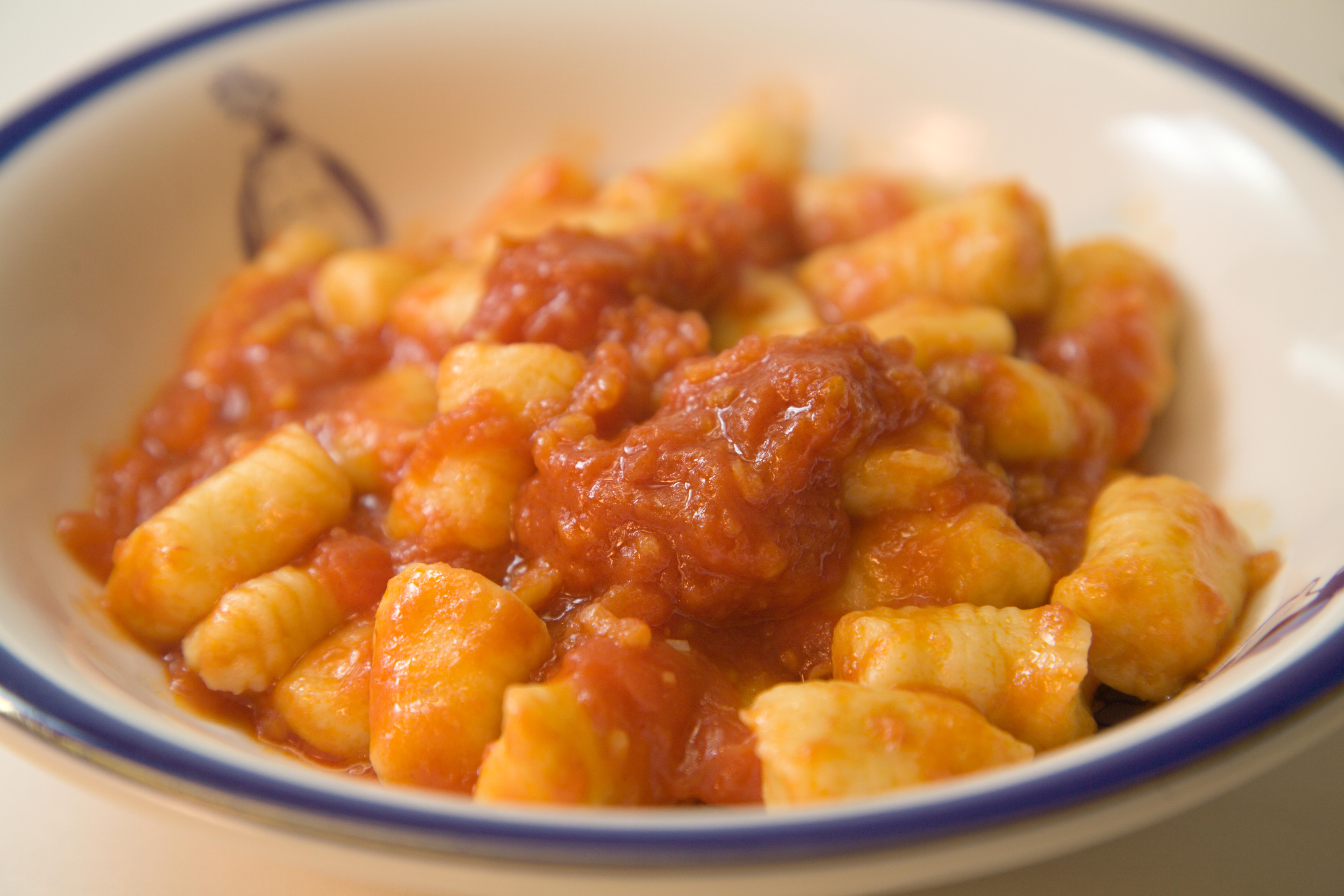
Un piatto di gnocchi al pomodoro

Giovedì gnocchi, venerdì pesce, sabato trippa è un popolare detto della tradizione romana e trasteverina. Esso si diffuse fra i più poveri che, a causa della mancanza di cibo, scandivano le regole alimentari della settimana. Il proverbio consiglia quindi di fare un pasto abbondante e sostanzioso (come gli gnocchi) a metà settimana (giovedì) per affrontare il digiuno di carne religioso del venerdì, in cui ci si poteva nutrire di pesce e legumi. Infine, durante il sabato, giorno in cui macellai si dedicavano alla macellazione degli animali, si consumavano alimenti ricavati dai tagli più economici della carne come la trippa. Il detto sembra risalire almeno dalla seconda metà dell'Ottocento, epoca in cui un anonimo autore recitava:
P'er magnà nostro e che te piace er vino

Lunedi coda 'na bontà che 

Doppio finita ciarifai sull'atto.

Er martedì pe sta proprio al listino,

Facioli co' le cotiche, e arribbatto.

Er mercoledì, co' un signor stufatino,

Giovedì gnocchi, da leccarte er piatto,

Er venerdì zuppa de pesce... Musa,

Quasi come se aggusta 'n paradiso.

Sabbito trippa fatta come s'usa.

La domenica poi, 'gni sempre er coco

Je va de scappricciasse: supprì ar riso,

da magnattene cento e dico poco!»